# Indira Varma
Indira Varma, född 27 september 1973 i Bath, Somerset, är en brittisk skådespelare.
Varma har bland annat medverkat i TV-serierna Spitting Image (2020-2021) och The Capture från 2022. Hon har även medverkat i filmen Mission: Impossible – Dead Reckoning Part One från 2023.

## Filmografi (i urval)
- 2004 – Kärlek & fördom
- 2005 – Rome (TV-serie)
- 2006 – Torchwood (TV-serie)
- 2010 – Luther (TV-serie)
- 2014 – Exodus: Gods and Kings
- 2014–2017 – Game of Thrones (TV-serie)
- 2016 – Paranoid (TV-serie)
- 2018 – Patrick Melrose (TV-serie)
- 2020–2021 – Spitting Image (TV-serie)
- 2022 – The Capture (TV-serie)
- 2023 – Mission: Impossible – Dead Reckoning Part One